# 뇌맘대로 로맨스 LR
《뇌맘대로 로맨스 LR》은 2017년 7월 29일부터 8월 27일까지 oksusu에서 선공개된 웹드라마로 이후 2018년 3월 13일부터 매주 화, 수, 목요일 네이버TV를 통해 방영된다.

## 줄거리
섹시한 뇌들과 함께하는 판타지 로맨틱 코미디로 결단력 없는 여주인공 미오(이정민)가 그녀의 머리속에서 튀어나온 까칠한 좌뇌 L(공명)과 로맨틱한 우뇌 R(김재영)과 동고동락하며 일어나는 엉뚱발랄한 일상을 그린 웹드라마

## 등장 인물

### 주요 인물
- 공명 : L 역
- 김재영 : R 역
- 이정민 : 미오 역

### 주변 인물
- 홍경 : 태우 역

### 그 외
- 이수인
- 백승호
- 이영우
- 노강민
- 이지윤
- 이윤성
- 우현욱
- 이하니
- 김가현
- 이우성
- 김화랑
- 이성원

## 회차별 부제
| 회차 | 업로드 일자     | 부제                        | 런닝 타임 |
| ---- | --------------- | --------------------------- | --------- |
| 1화  | 2017년 7월 29일 | 셋만 아는 비밀              | 08:57     |
| 2화  | 2017년 7월 30일 | 우리집에 뇌들이 산다        | 08:04     |
| 3화  | 2017년 8월 5일  | 매너모드                    | 08:43     |
| 4화  | 2017년 8월 6일  | 그날의 공기                 | 07:49     |
| 5화  | 2017년 8월 12일 | 아주 사소한 고백            | 08:09     |
| 6화  | 2017년 8월 13일 | 진격의 미인                 | 08:38     |
| 7화  | 2017년 8월 19일 | 통신사 정전 된 거 아니야?   | 08:38     |
| 8화  | 2017년 8월 20일 | 세상에 이런일이             | 08:33     |
| 9화  | 2017년 8월 26일 | 어디서 고소한 냄새 안 나요? | 08:11     |
| 10화 | 2017년 8월 27일 | 사라지지 말아요             | 09:18     |